# ムハンマド・サーレム・バーシンドワ
ムハンマド・サーレム・バーシンドワ (アラビア語: محمد سالم باسندوة, ラテン文字転写: Mohammed Salim Basindawa、1935年4月4日 - )は、イエメンの政治家、元ジャーナリスト、元商人。前同国首相。外務大臣などを歴任した。

## 経歴
アデンに生まれる。若い頃は商人で、スリランカに干物を売っていた。
1996年1月の創設以来「占領下南イエメン解放戦線」の幹部を務めるなど独立運動家として活躍、1962年と1967年の2度、イギリス占領当局に逮捕されている。一方で1962年に創設された社会主義人民党の幹部でもあり、1964年には党首になっている。1965年には関心を北に向けてタイズに移り、当地で南北統合に向けた努力を行った。
1970年代初頭にサナアに移住、以後、政治家として閣僚を歴任し、1993年から1994年にかけては外務大臣を務めた。与党・国民全体会議に所属していたが、サーレハ大統領に野党と共に反対するため2000年代初めに無所属となった。
2011年の反政府運動においてサーレハ政権後の首相候補として野党より5月の時点で名前を挙げられた。同年8月、革命勢力国民会議の議長となる。
その後も反政府運動は続き、サーレハは11月23日に大統領権限をアブド・ラッボ・マンスール・ハーディー副大統領に委譲することに同意。挙国一致内閣の首班として野党より指名を受け、11月27日にハーディー副大統領より首相に指名された。12月8日に副大統領によって新政府が承認され、12月10日に首相に就任した。